# FK Zvezda Irkutsk
Nezaměňovat s jiným fotbalovým klubem FK Bajkal Irkutsk založeným roku 2009.

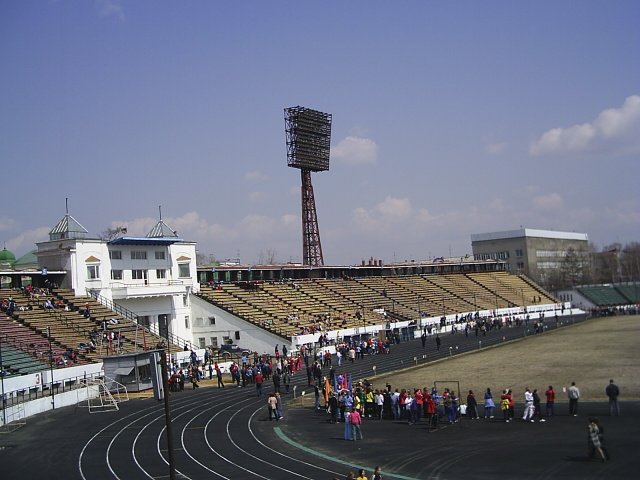
Stadion Trud (2005)

FK Zvezda Irkutsk (rusky футбольный клуб «Звезда» Иркутск) byl ruský fotbalový klub z města Irkutsk v Irkutské oblasti. Byl oficiálně založen roku 1957. Své domácí zápasy hrál na stadionu Trud s kapacitou 25 000 míst. Klubové barvy byly červená a bílá.
V roce 2008 hrál ruský Pervyj divizion (druhá nejvyšší ruská liga), sezónu byl nucen ukončit v říjnu 2008 kvůli nedostatku financí, hlavní sponzor – aerolinky Interavia se potýkaly s finančními problémy.

## Známí hráči
- Děnis Glušakov
- Vladimir Granat
- Alan Kusov
- Andrej Ješčenko
- Albin Pelak
- Ivan Babić
- Uroš Milošavljević
- Rahmatullo Fuzajlov
- Oleksandr Sytnyk
- Vladimir Šišelov